# Saskatchewan
Saskatchewan (angleška izgovorjava: /səˈskætʃɨwɑːn/) je kanadska provinca. Leži na srednjem zahodu Kanade in je ena tako imenovanih prerijskih provinc. Ima dober milijon prebivalcev; velika večina jih živi v južni tretjini province, skoraj polovica na območju dveh največjih mest Saskatoona in Regine.